# Kashima, Ibaraki
Kashima (鹿嶋市 Kashima-shi) là thành phố thuộc tỉnh Ibaraki, Nhật Bản. Tính đến ngày 1 tháng 10 năm 2020, dân số ước tính thành phố là 66.950 người và mật độ dân số là 1.600 người/km2. Tổng diện tích thành phố là 106 km2.

## Địa lý

### Đô thị lân cận
- Ibaraki
  - Itako
  - Kamisu
  - Namegata
  - Hokota

### Khí hậu
| Dữ liệu khí hậu của Kashima, Ibaraki     | Dữ liệu khí hậu của Kashima, Ibaraki | Dữ liệu khí hậu của Kashima, Ibaraki | Dữ liệu khí hậu của Kashima, Ibaraki | Dữ liệu khí hậu của Kashima, Ibaraki | Dữ liệu khí hậu của Kashima, Ibaraki | Dữ liệu khí hậu của Kashima, Ibaraki | Dữ liệu khí hậu của Kashima, Ibaraki | Dữ liệu khí hậu của Kashima, Ibaraki | Dữ liệu khí hậu của Kashima, Ibaraki | Dữ liệu khí hậu của Kashima, Ibaraki | Dữ liệu khí hậu của Kashima, Ibaraki | Dữ liệu khí hậu của Kashima, Ibaraki | Dữ liệu khí hậu của Kashima, Ibaraki |
| Tháng                                    | 1                                    | 2                                    | 3                                    | 4                                    | 5                                    | 6                                    | 7                                    | 8                                    | 9                                    | 10                                   | 11                                   | 12                                   | Năm                                  |
| ---------------------------------------- | ------------------------------------ | ------------------------------------ | ------------------------------------ | ------------------------------------ | ------------------------------------ | ------------------------------------ | ------------------------------------ | ------------------------------------ | ------------------------------------ | ------------------------------------ | ------------------------------------ | ------------------------------------ | ------------------------------------ |
| Cao kỉ lục °C (°F)                       | 19.3 (66.7)                          | 23.6 (74.5)                          | 24.3 (75.7)                          | 29.4 (84.9)                          | 32.6 (90.7)                          | 33.6 (92.5)                          | 36.6 (97.9)                          | 36.1 (97.0)                          | 36.4 (97.5)                          | 32.8 (91.0)                          | 25.6 (78.1)                          | 23.8 (74.8)                          | 36.6 (97.9)                          |
| Trung bình ngày tối đa °C (°F)           | 9.4 (48.9)                           | 9.9 (49.8)                           | 12.8 (55.0)                          | 17.5 (63.5)                          | 21.7 (71.1)                          | 24.2 (75.6)                          | 28.3 (82.9)                          | 29.9 (85.8)                          | 26.3 (79.3)                          | 21.3 (70.3)                          | 16.6 (61.9)                          | 11.8 (53.2)                          | 19.1 (66.4)                          |
| Trung bình ngày °C (°F)                  | 4.7 (40.5)                           | 5.4 (41.7)                           | 8.5 (47.3)                           | 13.1 (55.6)                          | 17.3 (63.1)                          | 20.3 (68.5)                          | 24.1 (75.4)                          | 25.6 (78.1)                          | 22.7 (72.9)                          | 17.9 (64.2)                          | 12.5 (54.5)                          | 7.2 (45.0)                           | 14.9 (58.9)                          |
| Tối thiểu trung bình ngày °C (°F)        | 0.3 (32.5)                           | 1.0 (33.8)                           | 4.2 (39.6)                           | 9.0 (48.2)                           | 13.6 (56.5)                          | 17.3 (63.1)                          | 21.0 (69.8)                          | 22.7 (72.9)                          | 19.9 (67.8)                          | 14.7 (58.5)                          | 8.5 (47.3)                           | 2.9 (37.2)                           | 11.3 (52.3)                          |
| Thấp kỉ lục °C (°F)                      | −5.8 (21.6)                          | −6.0 (21.2)                          | −3.7 (25.3)                          | −0.7 (30.7)                          | 5.1 (41.2)                           | 9.8 (49.6)                           | 13.8 (56.8)                          | 15.8 (60.4)                          | 10.5 (50.9)                          | 4.7 (40.5)                           | 0.7 (33.3)                           | −3.8 (25.2)                          | −6.0 (21.2)                          |
| Lượng Giáng thủy trung bình mm (inches)  | 88.2 (3.47)                          | 72.1 (2.84)                          | 129.8 (5.11)                         | 123.3 (4.85)                         | 132.7 (5.22)                         | 145.4 (5.72)                         | 134.8 (5.31)                         | 102.3 (4.03)                         | 210.9 (8.30)                         | 273.7 (10.78)                        | 105.8 (4.17)                         | 66.6 (2.62)                          | 1.581,9 (62.28)                      |
| Số ngày giáng thủy trung bình (≥ 1.0 mm) | 6.7                                  | 7.3                                  | 11.2                                 | 10.7                                 | 10.7                                 | 11.6                                 | 10.1                                 | 7.3                                  | 11.4                                 | 11.8                                 | 8.5                                  | 6.7                                  | 114                                  |
| Số giờ nắng trung bình tháng             | 189.5                                | 173.3                                | 176.6                                | 187.4                                | 184.2                                | 140.1                                | 165.9                                | 204.3                                | 149.5                                | 136.8                                | 145.2                                | 168.1                                | 2.020,8                              |
| Nguồn: Cục Khí tượng Nhật Bản            |                                      |                                      |                                      |                                      |                                      |                                      |                                      |                                      |                                      |                                      |                                      |                                      |                                      |